# Жарко Кисић
Жарко Кисић (Брчко, 5. април 1986) српски је одбојкаш који тренутно игра за новосадску Војводину. 
Његов први клуб био је Јединство из Брчког. Професионалну каријеру је започео 2003. године у новосадској Војводини где је провео пуних шест сезона и са којом је освојио две титуле првака и четири трофеја у националном купу. Након тога у лето 2009. одлази у Партизан, за који је играо две сезоне и са којим је освојио титулу шампиона Србије у сезони 2010/11. У лето 2011. отишао је у словеначки Салонит где је провео једну сезону након чега је уследио повратак у матично Јединство Брчко где је провео две сезоне и за то време освојио један трофеј у националном купу. У лето 2014. поново се отиснуо пут иностранства, овај пута у редове грчког прволигаша Етникоса. Убрзо је уследио повратак у родно Брчко али овај пута Кисић је стигао у редове градског ривала Младост са којом је освојио чак четири "дупле круне" и тиме учврстио доминацију овог клуба у босанско-херцеговачкој клупској одбојци. У лето 2019. на позив тренера Бојана Јанића, Кисић се вратио у Партизан где је провео сезону 2019/20. Након тога је уследио кратак повратак у Јединство, па одлазак у израелски Хапоел Мате-Ашер, још један повратак у Младост где је освојио нови трофеј купа Босне и Херцеговине, сезона у Младом раднику и повратак у Војводину са којом је освојио суперкуп и куп Србије.

## Клупски успеси

### Војводина
- Првенство СР Југославије (1) : 2003/04.
- Првенство Србије (1) : 2006/07.
- Куп Србије и Црне Горе (3) : 2003/04, 2004/05, 2005/06.
- Куп Србије (2) : 2006/07, 2023/24.
- Суперкуп Србије (1) : 2023.

### Партизан
- Првенство Србије (1) : 2010/11.

### Јединство Брчко
- Куп Босне и Херцеговине (1) : 2012/13.

### Младост Брчко
- Првенство Босне и Херцеговине (4) : 2015/16, 2016/17, 2017/18, 2018/19.
- Куп Босне и Херцеговине (5) : 2015/16, 2016/17, 2017/18, 2018/19, 2021/22.